# Betty Compson
Betty Compson (født 19. marts 1897, død 18. april 1974) var en amerikansk teater- og filmskuespiller. Hun var en hyppigt benyttet skuespiller i stumfilm i Hollywood i løbet af 1910'erne og 1920'erne. En af hendes mere bemærkelsesværdige film er The Docks of New York fra 1928. Hun fortsatte efter tonefilmens gennembrud, men derefter mest i mindre roller. Hun medvirkede i over 200 film i løbet af sin karriere.
Hun blev nomineret til en Oscar for bedste kvindelige hovedrolle i 1930, for sin præstation i filmen Det farende Folk. For sin indsats i filmbranchen har hun en stjerne på Hollywood Walk of Fame ved adressen 1751 Vine Street.